# Fülöp svéd király
Fülöp Halstensson (svédül: Filip), (? – 1118) svéd király kb. 1112-től haláláig. Egyes források szerint fivérével, II. Ifjabb Ingével együtt kormányzott. 

## Élete
Halsten fiaként és idősebb Inge unokafivéreként született.
Fülöp felesége Ingegerd volt, a norvég király, III. Harald leánya, majd Erzsébet orosz hercegnő. Egyes vélekedések szerint Fülöpöt fivére, Inge ölte meg. A västgötalageni királylegenda szerint Fülöp jó uralkodói képességekkel rendelkezett, és betartotta a törvényeket. 
Földi maradványait a hagyomány szerint a vretai apátságban helyezték végső nyugalomra, fivérével együtt. A feltételezett sírjaikban két nagyon magas ember csontvázához tartozó koponyát találtak. A legendák szerint a Stenkil-házi uralkodók nagyon magas növésűek voltak.

## Fordítás
- Ez a szócikk részben vagy egészben  a   Philipp (Schweden) című német Wikipédia-szócikk ezen változatának fordításán alapul.  Az eredeti cikk szerkesztőit annak laptörténete sorolja fel. Ez a jelzés csupán a megfogalmazás eredetét és a szerzői jogokat jelzi, nem szolgál a cikkben szereplő információk forrásmegjelöléseként.

## Külső hivatkozások
- Bengans historiasidor (svéd nyelven). Wadbring.com